# Pterolophia transversefasciatipennis
Pterolophia transversefasciatipennis är en skalbaggsart som beskrevs av Stefan von Breuning 1968. Pterolophia transversefasciatipennis ingår i släktet Pterolophia och familjen långhorningar. Inga underarter finns listade i Catalogue of Life.